# Логор Јабланац
Концентрациони логор  Јабланац је био концентрациони логор у фашистичкој Независној Држави Хрватској (НДХ) током Другог светског рата.   

## Историја
Био је то један од концентрационих логора које су водиле крајње десничарске усташе, а основан је 1942. године у Јабланцу, селу подно Велебита насупрот отока Раба. Заробљеници су углавном били Срби са подручја Јабланице, као и Јевреји и Роми. У оближњој шуми пронађене су појединачне и масовне гробнице. У марту 1944. године око 100 Јевреја, укључујући жене и децу, заробљено је са подручја Лике и депортовано у концентрациони логор Јасеновац.  Њих око 60 је потом одведено у концентрациони логор Јабланац и тамо убијено.  Године 1989. постављена је спомен-плоча у част страдалих, али је уништена. Данас ништа не подсећа на злочине који су тамо почињени, нити на постојање логора у Јабланцу.